# Cheilea tortilis
Cheilea tortilis là một loài động vật thân mềm chân bụng sống ở biển trong họ Hipponicidae, the hoof snails.